# Бангладеш
Наро́дна Респу́бліка Бангладе́ш (бенг. Gôno Projātontrī Bānglādesh (গণপ্রজাতন্ত্রী বাংলাদেশ), англ. People’s Republic of Bangladesh), Бангладе́ш — держава в Південній Азії (колишній Східний Пакистан), із трьох боків оточена територією Індії, з півдня омивається водами Бенгальської затоки, на південному сході межує з М'янмою.
Назва Бангладеш із санскриту (бенгалі) bangla — означає людей, що говорять на бенгалі, а desh — «країна», таким чином, Бангладеш — країна, що говорить бенгальською.
Бангладеш — одна з країн світу з найвищою густотою населення. Багато в чому цьому сприяють незвичайна родючість дельти річки Ганг і регулярні повені, викликані мусонними дощами. Однак перенаселеність і бідність стали справжньою бідою країни. Постійні військові та державні перевороти призвели до повного підриву економіки країни.

## Географія
Держава розташована в Південній Азії, у північно-східній частині Індійського субконтиненту, омивається Бенгальською затокою Індійського океану.
Більша частина території країни лежить у низовині на алювіальних рівнинах із висотами меншими від 10 метрів. Території, які вищі від рівня моря в межах дельти Гангу, Брахмапутри і Мегхни, майже щороку затоплюються. Гірська місцевість — Читтагонські гори складають менше десятої частини площі країни,  розташовані уздовж східного і північного кордону з Індією. Найвища точка країни — гора Сака Хафонг. На північно-західній і центральній частинах країни розташовані плато Мадхупур і Барінд, які мають висоти від 10 до 90 метрів. Тут в умовах пологого схилу місцевості переважають ерозійно-акумулятивні форми рельєфу.
На південному заході країни лежать широкі мангрові болота Сундарбан.

### Гідрографія

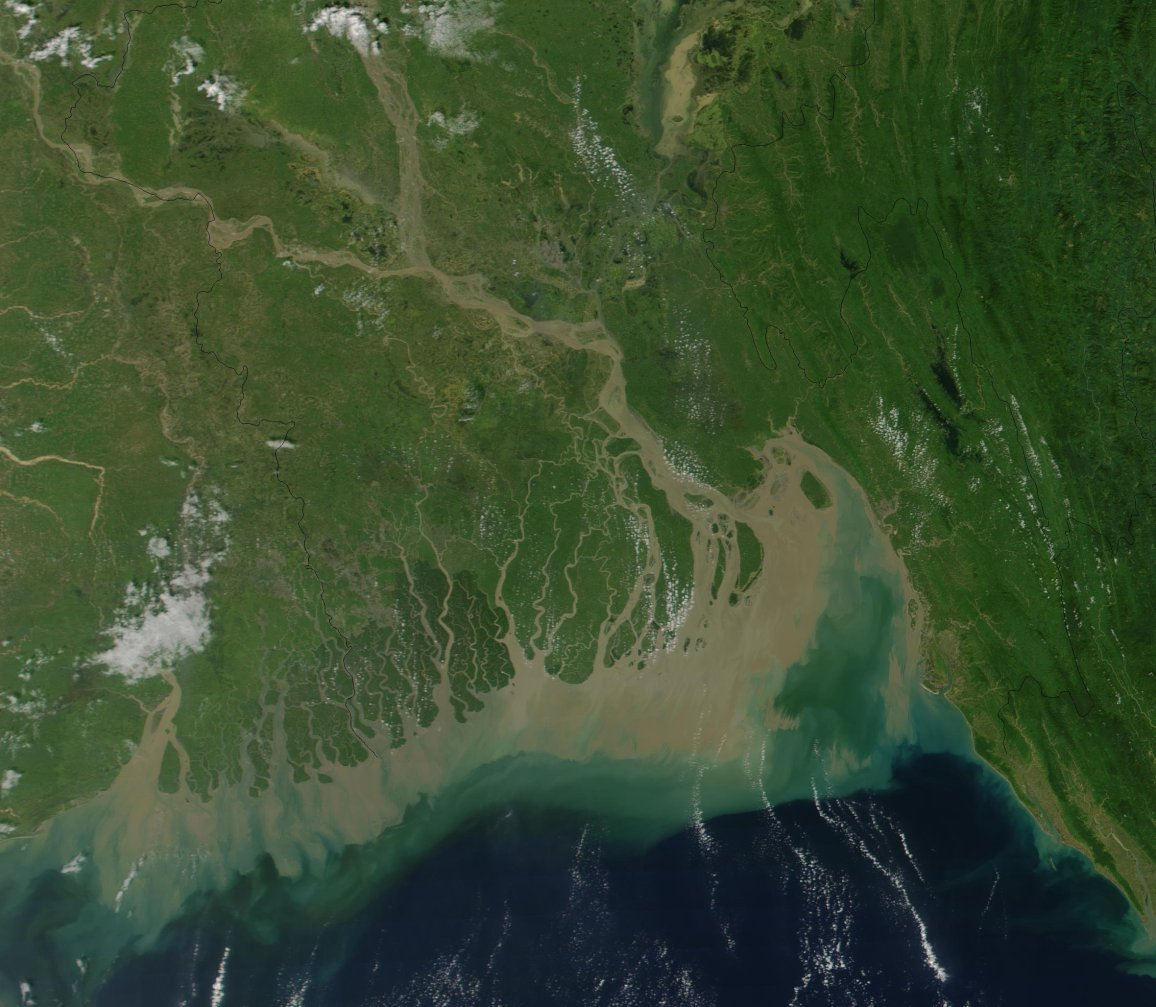
Дельта Гангу на реальнокольоровому зображені зі супутника Терра

Рельєф країни сформувався під впливом вод Гангу, Брахмапутри, Меґхни, їх рукавів та приток. Уздовж берегів річок, які утворюють багаторукавну дельту Гангу, простяглися прируслові дюни, зовнішні схили яких спускаються до заболочених і насичених вологою заплавних низин. Хоча вода виходить за межі дюн лише під час піків повеней, вона може триматися в пониженнях рельєфу протягом цілого року.
Ганг  перетинає країну від західного кордону в південно-східному напрямку. Після злиття з  Брахмапутрою річка має назву Падма, що рухається на південний схід, до впадіння в Бенгальську затоку. Малі річки Бангладеш притікають в районі дельти Гангу, Брахмапутри і Мегхни на південь та також впадають в затоку: Сібса, Бхадра, Пусур, Горай-Мадхуматі, Кача, Аріалхан, Бурішвар.
Регулярно затоплюються під час повеней значні території регіонів Дака, Барісал і Кхулна у центральній частині Бангладеш, де алювіальні ґрунти, що збагачуються мулом під час повеней, характеризуються високою природною родючістю. Під час повені річки часто змінюють русла. Це нерідко призводить до розмиву сільськогосподарських угідь і утворення нових піщаних островів (чарів) у широких руслах мігруючих водотоків, найбільші з яких розташовані на крайній півночі Бенгальської затоки. Найбільша повінь річок країни відбувається у дощовий період  з червня по жовтень. Великих збитків завдають повені. Особливо потужна повінь сталася 1998 року, коли затоплено було третину території країни (що також призвело до спалаху епідемій). Меншої шкоди завдають бурі з градом, які найчастіше трапляються у березні-квітні, та урагани.
Гідроресурси використовуються по всій країні. На південному сході Бангладеш у регіоні Читтагонг споруджено кілька ГЕС, зокрема перша з них — у середній течії головної річки регіону — Карнафулі.
Найбільше озеро країни - озеро Каптай, розташовано у долині річки Карнафулі, має штучне походження.

### Клімат

Кліматична мапа Бангладеш за класифікацією Кеппена

Для Бангладеш характерний типово мусонний клімат. Зими м'які, сухі та сонячні. Середні добові температури січня коливаються в діапазоні від 12 °C до 25 °C. Літо спекотне, дощове, середня температура найспекотнішого місяця — квітня — 23—34 °C.
Середня річна кількість опадів 2000—3000 мм. У сухий сезон, з листопада по лютий або березень, східні райони країни зазвичай отримують менше 180 мм атмосферних опадів, на північному заході їх випадає менше 75 мм. З квітня по травень — сезон «малих дощів», дуже необхідних селянам, які готуються до оранки для раннього посіву осіннього рису аусу й головної ринкової культури — джуту. У цей сезон кількість опадів на сході Бангладеш перевищує 380 мм, середньодобові мінімальні температури становлять 21—26 °C, максимальні — 32 °C. Проте, мають місце і сплески температури навколишнього середовища. Так, 7 травня 2023 року в столиці Бангладеш Дацці було зафіксовано найвищу температуру з 1960-х років. Клімат плато Барінд відрізняється від клімату більшої частини Індії тим, що тут спостерігаються більш екстремальні коливання температури.
Власне дощовий період триває з червня по жовтень, коли мусонний повітряний потік приходить з боку Бенгальської затоки й приносить більше 1270 мм. Температурний режим досить стабільний: повітря, як правило, не прогрівається вище 31 °C. Вночі можуть бути значні похолодання — до 6 °C.
Прибережні округи Бангладеш, які здебільшого прилягають до естуарію Мегхни, потерпають від тропічних циклонів, що призводять до масової загибелі людей і значних матеріальних збитків. Наприклад, від припливу під час Бхолійського циклону в листопаді 1970 року загинуло кількасот тисяч людей.

### Ґрунти
На сході країни біля підніжжя крутосхилих гір на грубощебнистих наносах і на мілкоземі сформувалися колювіальні ґрунти. На решті території Бангладеш поширені різноманітні алювіальні ґрунти. У межах височин Барінд і Мадхупур на давньому плейстоценовому алювію домінують глинясті латеритні ґрунти (так званий червоний кхіяр), які в спекотний сезон дуже ущільнюються. У дельтових районах у результаті дії морських припливів поширені засолені глинисті важкі ґрунти. З боку Бенгальської затоки їх оточує смуга легких піщаних ґрунтів. У порівняно великих пониженнях рельєфу переважають ґрунти важкого механічного складу. Алювіальні ґрунти мають супіщаний і піщаний склад у долинах річок Брахмапутри, Мегхни та Тісти і глинистий — у басейні Гангу.

### Флора і фауна

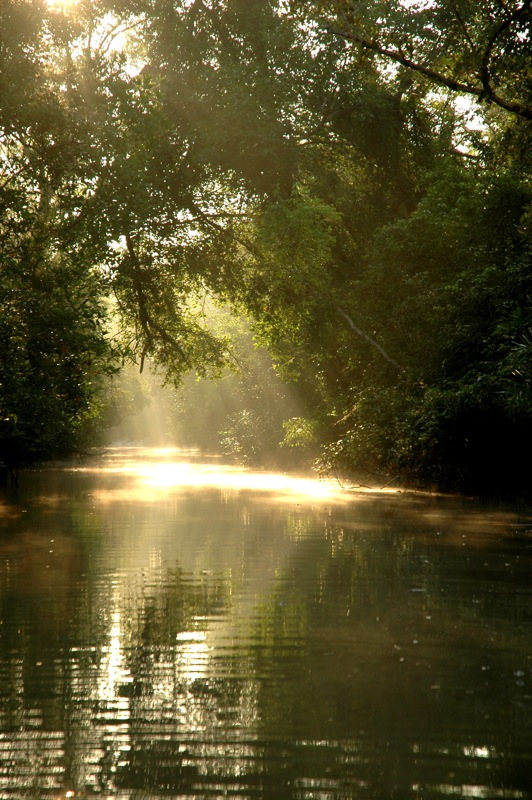
Національний парк Сундарбанс — об'єкт Світової спадщини ЮНЕСКО та рамсарівська ділянка

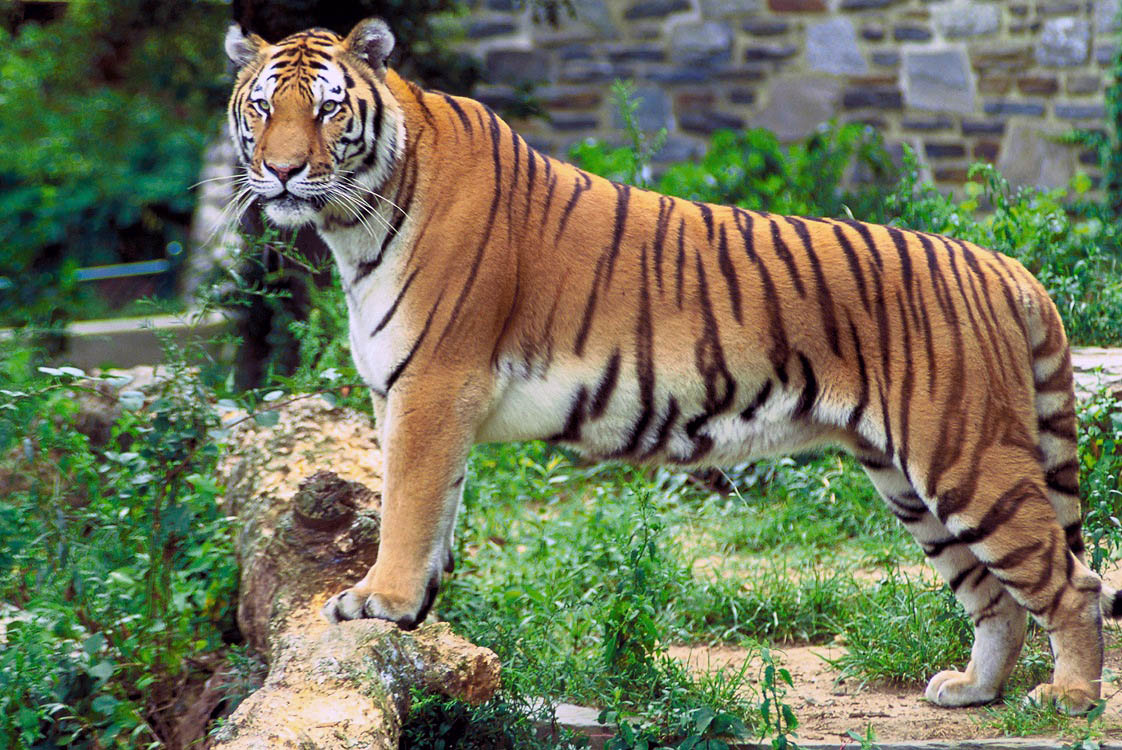
Бенгальський тигр

У Бангладеш переважає культурний ландшафт. Природна рослинність збереглася лише в декількох районах. Наприклад, мангрові ліси поширені в Сундарбансі на південному заході країни. У них домінує дерево сундарі. У горах Лушаї і Читтагонг ростуть вологі тропічні вічнозелені і мусонні ліси, які скидають листя в суху пору року. У лісах поширені такі цінні породи, як тікове і сандалове дерева. У низинах гір, де практикується перекладне землеробство, ліси змінюються бамбуковими джунглями. На більшій частині території країни ліси давно знищені, і на цьому місці переважають сільськогосподарські угіддя.
У лісах іноді зустрічається бенгальський, або королівський, тигр. На південному сході живуть дикі слони. Зустрічаються носороги, леопарди, шакали, олені мунтжак та індійські замбарі, дикі кабани. У прибережних водах Сундарбана водяться крокодили. У Бангладеш багато мавп, кажанів, видр, мангустів, землерийок, пацюків і звичайних мишей, а також безліч видів птахів (павичі, фазани, куріпки, качки, папуги, бенгальські грифи та інш.). З плазунів водяться змії, у тому числі кобри та крайти, а також ящірки, зокрема гекони. З земноводних зустрічаються саламандри та жаби.

## Історія
Територія одержала статус східної провінції Пакистану при розподілі Британської Індії в 1947 році. Бангладеш виникла як незалежна держава в результаті громадянської війни в 1971 році; у 1975—1976 рр. і 1982—1986 рр. вводився воєнний стан. Іслам став державною релігією в 1988 році. Масові протести проти уряду президента Ершада призвели до його відставки в 1990 році; Абдур Рахман Бісвас був обраний президентом у вересні 1991 року.

## Політика і державний устрій

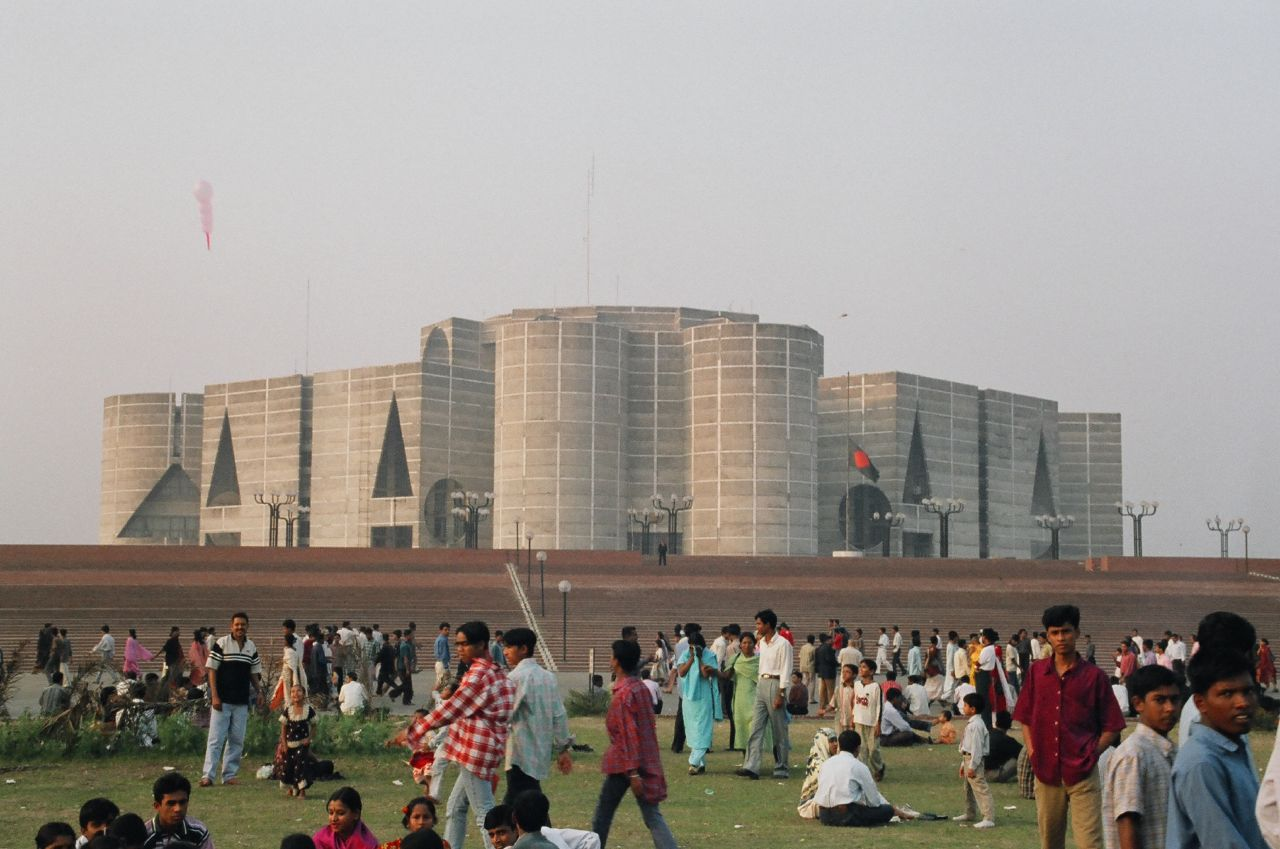
архітектора Луїса Кана з боку південної тераси

Бангладеш — унітарна держава з парламентською формою правління. Голова держави — президент, що обирається парламентом на 5 років. Парламент Бангладеш — однопалатна Народна рада, що має назву «Джатійо Санґсад», складається з 350 депутатів. Строк повноважень парламенту — 5 років. У країні діє понад 100 політичних партій — від фундаменталістських до ультралівих. Бангладеш — член ООН (з 1974 р.), є також членом Співдружності, очолюваної Великою Британією, Руху неприєднання, Організації Ісламської конференції, Плану Коломбо, Групи 77, організації «Ісламська вісімка», південноазійського «чотирикутника зростання», групи економічного співробітництва БІМСТЕК (Бангладеш, Індія, М'янма, Шрі-Ланка, Таїланд, Непал, Бутан) і Діалогу по співпраці в Азії. Була ініціатором створення в 1985 році Асоціації регіонального співробітництва Південної Азії (СААРК).

### Внутрішня політика

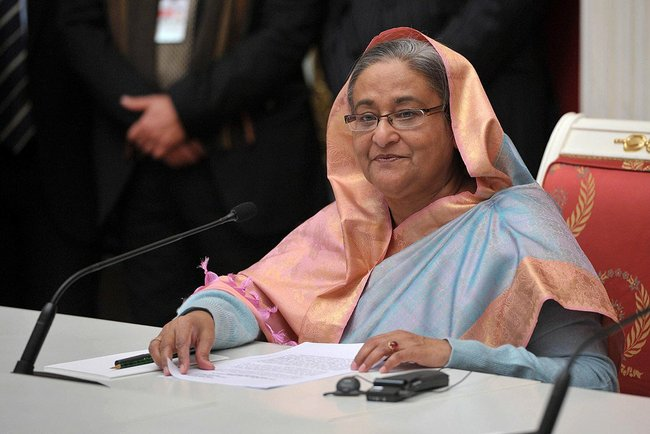
Прем'єр-міністр Хасіна Вазед

Республіка Бангладеш є парламентською країною з елементами представницької демократії, у країні склалася багатопартійна система. Виконавчу владу здійснює уряд, яким управляє прем'єр-міністр Бангладеш, що є головою уряду. Законодавча влада здійснюється Урядом і парламентом. Конституція Бангладеш була написана в 1972 році і зазнала 16 поправок.

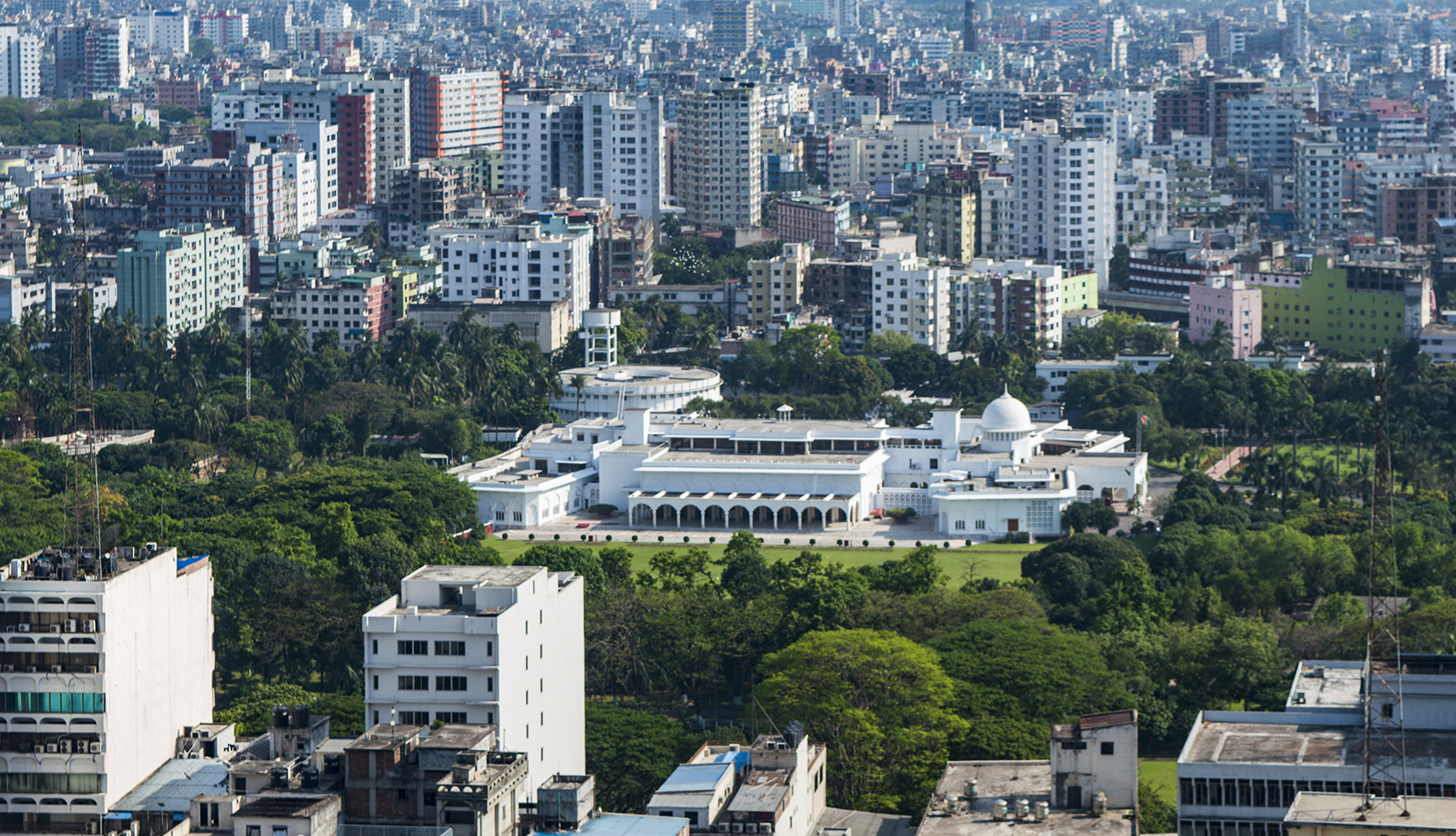
Бангабхабан, офіційна резиденція та основне робоче місце президента Бангладеш

Президент Бангладеш вважається головою держави, але в основному виконує її представницькі функції, тобто це більш церемоніальний пост, реальна влада належить прем'єр-міністру. Президент обирається законодавчим органом раз на п'ять років, з обмеженими повноваженнями, які суттєво розширюються впродовж терміну повноважень тимчасового уряду (3-місячного перехідного періоду — виборів та після того створення нового уряду), в основному ці повноваження в галузі контролю за переходом до нового уряду. Бангладеш запровадила унікальну систему передачі влади, наприкінці терміну перебування при владі чинного уряду, виконавча влада передається членам громадянського суспільного органу — «тимчасовий уряд» (безпартійними його членами), які керують загальними виборами і передачею влади новим обраним представникам. Ця система була вперше випробувана в 1991 році і затверджена в Конституції в 1996 році
Прем'єр-міністр країни урочисто призначається Президентом і має бути членом парламенту, що отримує довіру більшості депутатів. Кабінет міністрів складається з представників (міністрів) обраних прем'єр-міністром і також затверджується президентом країни.
Депутати парламенту обираються загальним голосуванням кожні 5 років (також передбачена можливість дострокових виборів). Існує загальне виборче право для всіх громадян у віці з 18 років. А з 16 травня 2004 року парламент прийняв 14-ту конституційну поправку, за якою знову вводиться 10-річна квота на 50 місць для жінок (стаття 65) в парламенті, які обираються територіальними депутатами.

### Зовнішня політика
Бангладеш проводить помірковану зовнішню політику, крім того, вона має залежність від багатосторонньої дипломатії, особливо через участь країни в різних комісіях в Організації Об'єднаних Націй. У 1974 році Бангладеш вступив до Організації Об'єднаних Націй і відтоді були двічі обрані до Ради Безпеки ООН у 1978—1979 роках і 2000—2001 роках. У 1980-х роках, країна відігравала провідну роль у створенні Південноазійської асоціації регіонального співробітництва (СААРК) з метою розширення відносин з іншими країнами Південноазійського регіону.

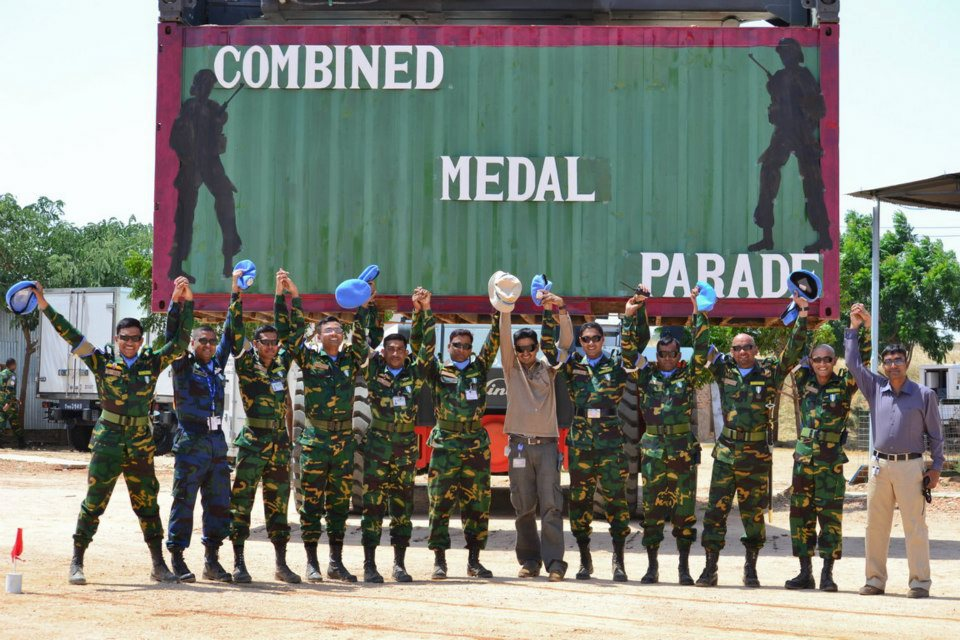
Бангладешський контингент гібридної операції ООН у Дарфурі, 2012 рік

Бангладеш, від часів заснування, не веде жодних активних військових дій, але уряд доволі часто відправляє своїх військовиків у миротворчі сили ООН по всьому світу. Також близько 2300 військовиків брали участь у військовій коаліції, які в 1991 році преребували з миротворчою місією в Перській затоці. Станом на травень 2007 року Бангладеш надавали своїх військовиків до Демократичної Республіки Конго, Ліберії, Судану, Тимору і в Кот-д'Івуар. Наразі країна Бангладеш є 2-ю в табелі підтримки військових операцій ООН.
Що стосується міждержавних стосунків, то доволі рівні з більшістю країн, де налагоджені дипломатичні відносини чи економічні стосунки республіки Бангладеш. Що ж стосується держав сусідів, то ці стосунки не настільки врівноважені. Оскільки вони коливаються від дружніх й добросусідських, але під впливом незалежних та по-деколи й суспільних процесів у цих країнах виникають конфліктні ситуації.

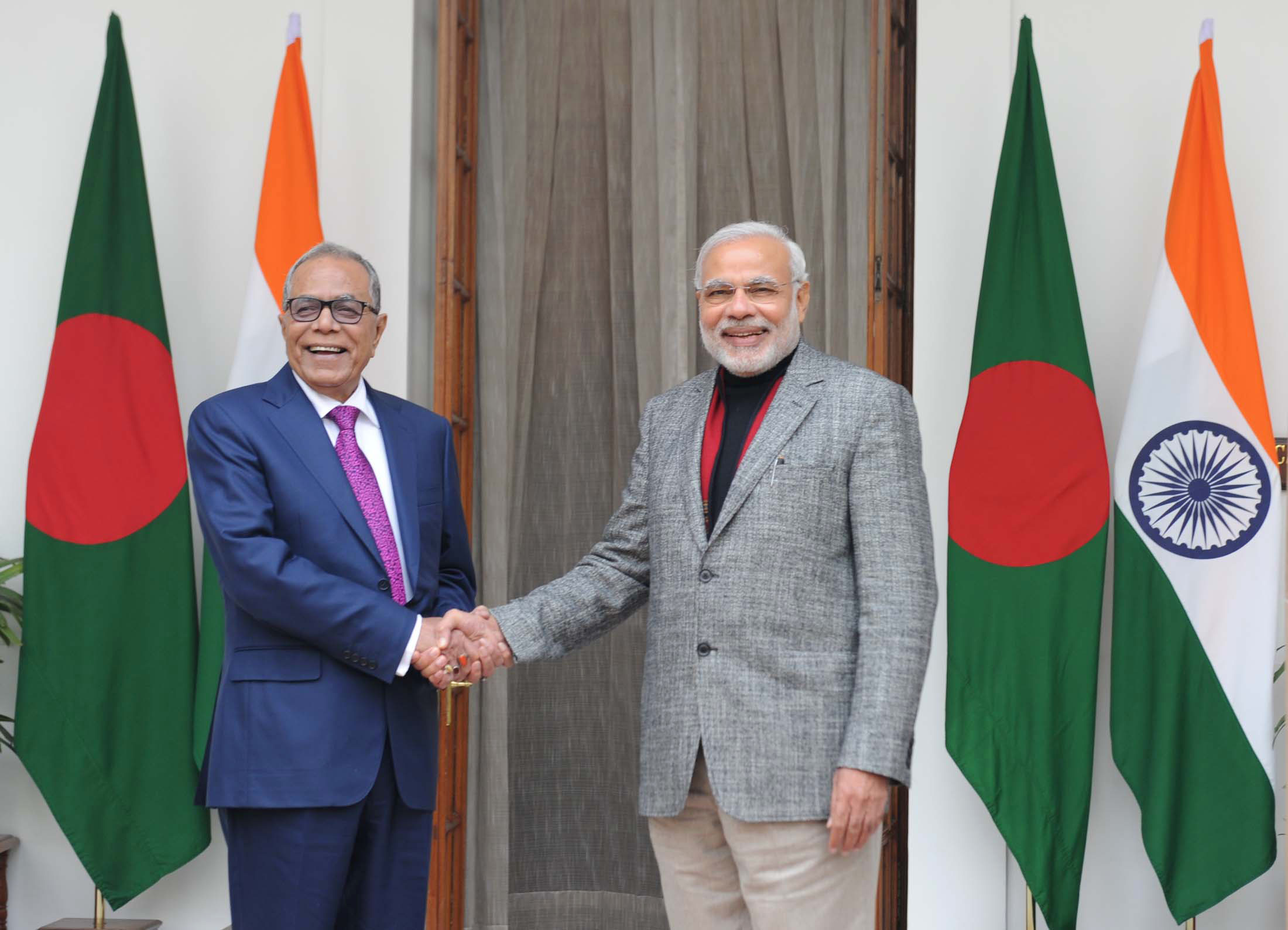
Прем'єр-міністр Індії Моді та президент Бангладеш Абдул Хамід

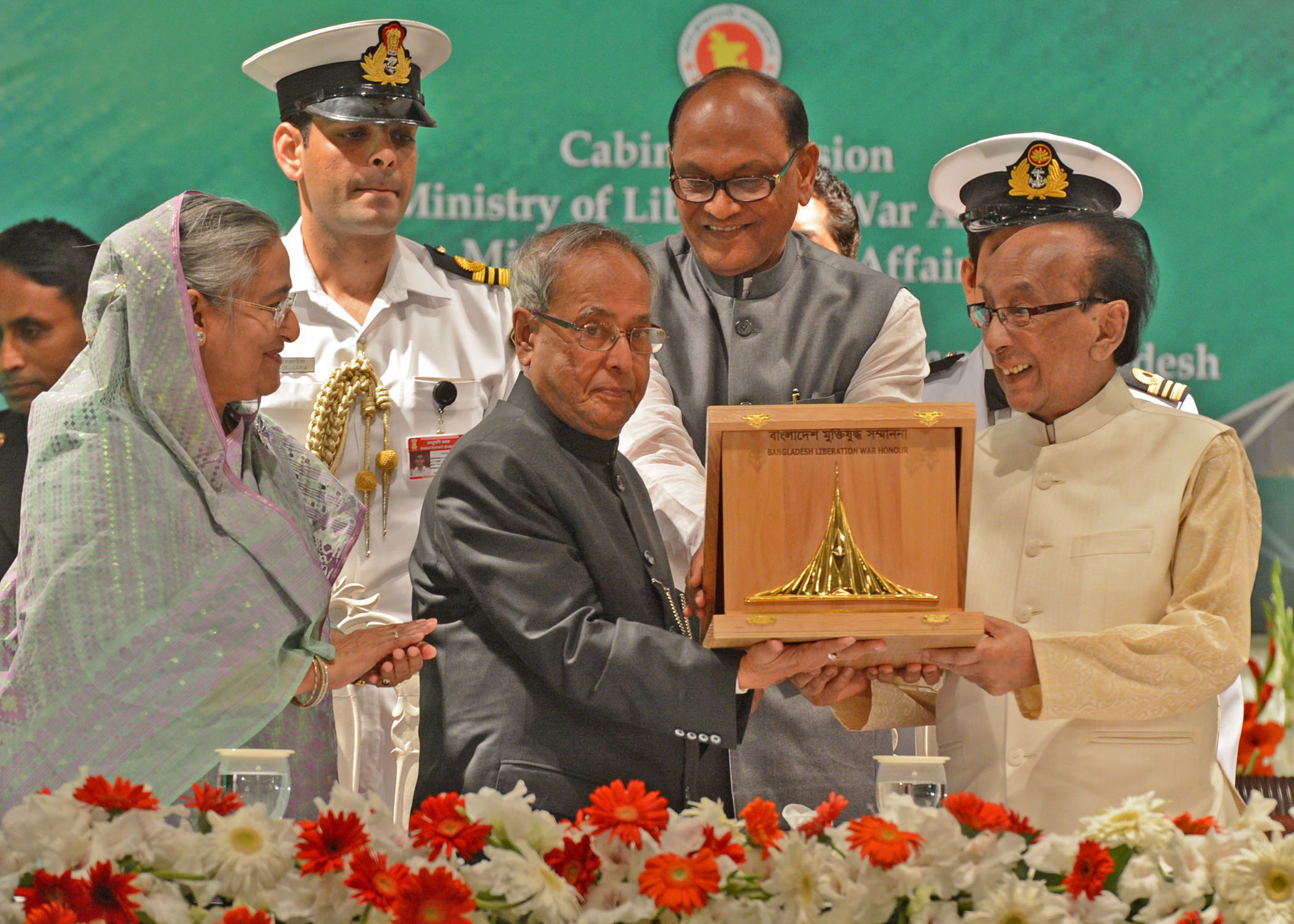
Президент Індії Пранаб Мукерджі з президентом Бангладеш Зіллуром Рахманом

Приміром з Індією, яка є головним сусідом та партнером Бангладеш в Азії ці стосунки доволі не однозначні. Адже ці країни за всю їх історію існування пов'язані культурним, історичним та суспільним корінням. Відносини Бангладеш з Індією почалися на позитивній ноті, оскільки Індія надала найсуттєвішу допомогу у війні за Незалежність та відновлення після того країни. Але згодом відносини між цими країнами погіршилися й коливалися від дуже приязних до доволі ворожих. Перший суттєвий міждержавний конфлікт стався в 1970-х роках, і основним джерелом напруженості між Бангладеш та Індією стала гребля Фаракке. Адже Індія побудувала велику ГЕС на річці Ганг за 118 кілометрів від кордону з Бангладеш. Влада Бангладеш стверджує, що гребля відволікає велику кількість водного ресурсу річки й завдає техногенної катастрофи в Бангладеш, який й так страждають від постійних стихійних лих. А з часом таки виявилося, що ця гребля завдала страшних й непоправних екологічних наслідків для екосистеми в дельті річки Ганг. З іншого боку, Індія висловила занепокоєння з приводу анти-індійських сепаратистських рухів і ісламських бойовиків, які нібито переховуються в Бангладеш, а також через постійні потоки нелегальних мігрантів з бідних районів дельти Гангу в Індію. Тому наслідком стала побудова 4000 кілометрів огорожі-стіни по всьому Індо-Бенгалському кордоні. Але в 2007 році на засіданні СААРК обидві країни зобов'язалися співпрацювати з питань безпеки, економічного, екологічного та прикордонного питань. Але схоже ситуація починає покращуватися — у травні 2007 року обидві країни оголосили, що вперше з 1965 після Індо-пакистанської війни, вони відновлюють залізничне сполучення між Калькуттою і Дакою, вперше протягом минулих 42 років. Крім того в жовтні 2007 року налагоджено співробітництво з низки прикордонних питань. Ці ознаки співпраці збігаються в цей час зі зміною керівництва в Бангладеш, та гнучкішою політикою уряду Індії.
Двосторонній зв'язок із М'янмою є хорошими, незважаючи на окремі конфлікти на кордоні (не демарковані ділянки кордону — через суперечки) і приплив більш ніж 270000 мусульманських біженців (відомий як «рохінґ'я»), переважно з буддійської Бірми. У результаті двосторонніх переговорів, а також у співпраці та за сприяння УВКБ ООН, біженці рохінґ'я вже почали повертатися в Бірму, хоча частина біженців залишаються ще в таборах на півдні Бангладеш. У 2008 році після Регіонального форуму АСЕАН на вищому рівні в Сінгапурі, між Бангладеш і М'янмою було домовлено вирішити і їх морські прикордонні суперечки. Зате на рівні економічному контакти та співпраця між цими країнами розвивається дуже швидкими темпами.
Набагато складніші стосунки між Бангладеш та Пакистаном. Адже більшість політичних рухів у Пакистані й надалі не може змиритися з відходом колишньої метрополії — Східної Бенгалії. Хоча уряди, країн під тиском світової громадськості та держав світу (в тому числі ООН), з кінця XIX століття розпочали налагоджувати міждержавні стосунки. Можливо цьому посприяло, деяке, патронування Бангладеш зі сторони Китаю (допомога в військовій та економічній сфері) — зроблене китайським урядом у піку індійській державі й суспільству (адже обидві ці країни ведуть економічне й політичне суперництво на Азійських теренах). Хоча на найвищому рівні відбуваються поодинокі зустрічі, але суспільство обидвох країн й надалі утримуються від тісніших контактів. Цьому ще й сприяє кілька суттєвих невирішених питань між цими двома країнами: розподіл активів від попереднього періоду — до 1971 року (які повністю захопили пакистанські можновладці), репатріація етнічних біхарців (більше 250 000 осіб) — відомих як «названі пакистанці». Але найважливішим і найчутливішим питанням є питання щодо вибачення Пакистану за геноцид, який вони здійснили 1971 році — саме це питання призводить до зриву численних переговорів між цими країнами.
Дипломатичні стосунки Бангладеш та України встановлені 24 лютого 1992 р.

### Політичні партії та рухи
Бангладеш відбулася як республіка з багатопартійною системою. Хоча реально владу ділять дві основні політичні сили, до яких примикають партії меншого впливу.

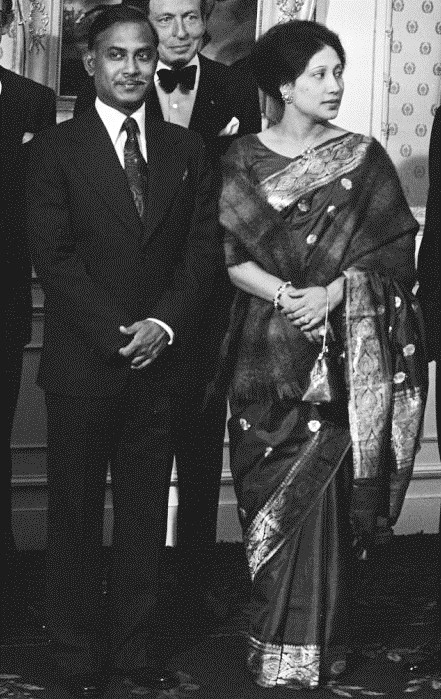
Засновник БНП президент Зіаур Рахман і перша леді в 1979

Цими двома головними партіями в Бангладеш є «Націоналістична партія Бангладеш» — БНП (Bangladesh Nationalist Party — BNP) і «Народна ліга Бангладеш» БАЛ (Bangladesh Awami League — BAL). БНП знаходить союзників серед ісламістських партій, як-от «Джамаат-е-Ісламі Бангладеш» (Jamaat-e-Islami Bangladesh) в той час як до Народної ліги приєднуються традиційно партії з лівої і світської сторін. Іншим важливим гравцем є «Національна партія» (Jatiya Party), очолювана колишнім військовим правителем Мохаммед Хоссейн Ершадом. Суперництво Народної ліги з Національною партією — було доволі складне й суперечливе і перемежовувалося різними проявами: протестами, насильством та вбивствами. Також у країні розвинутий Студентський політичний рух, він є особливо сильним у Бангладеш оскільки ще дістався у спадок від епохи антиколоніальних та визвольних змагань бенгальців, потім бангладешців. Майже всі партії підтримують таку високу й активну політизацію молоді та утримують значні партійні підрозділи, які йменуються — молодіжне-студентське крило партії, і внаслідок таких дій студенти також обираються до парламенту.
Дві радикальні ісламістські партії, «Джаґрата Муслім Джаната Бангладеш» — ДМДБ (Jagrata Muslim Janata Bangladesh — JMJB) і «Джама-атул Моджахедін Бангладеш» — ДМБ (Jama'atul Mujahideen Bangladesh — JMB), були заборонені у лютому 2005 року. Відтоді у країні відбуваються серії вибухів та терористичних актів, у яких звинувачують саме ці угрупування-партії, у ході численних операцій із забезпечення безпеки було затримано сотні підозрюваних, їхніх членів та терористів, у тому числі в 2006 році керівники цих двох угруповань.

### Збройні сили

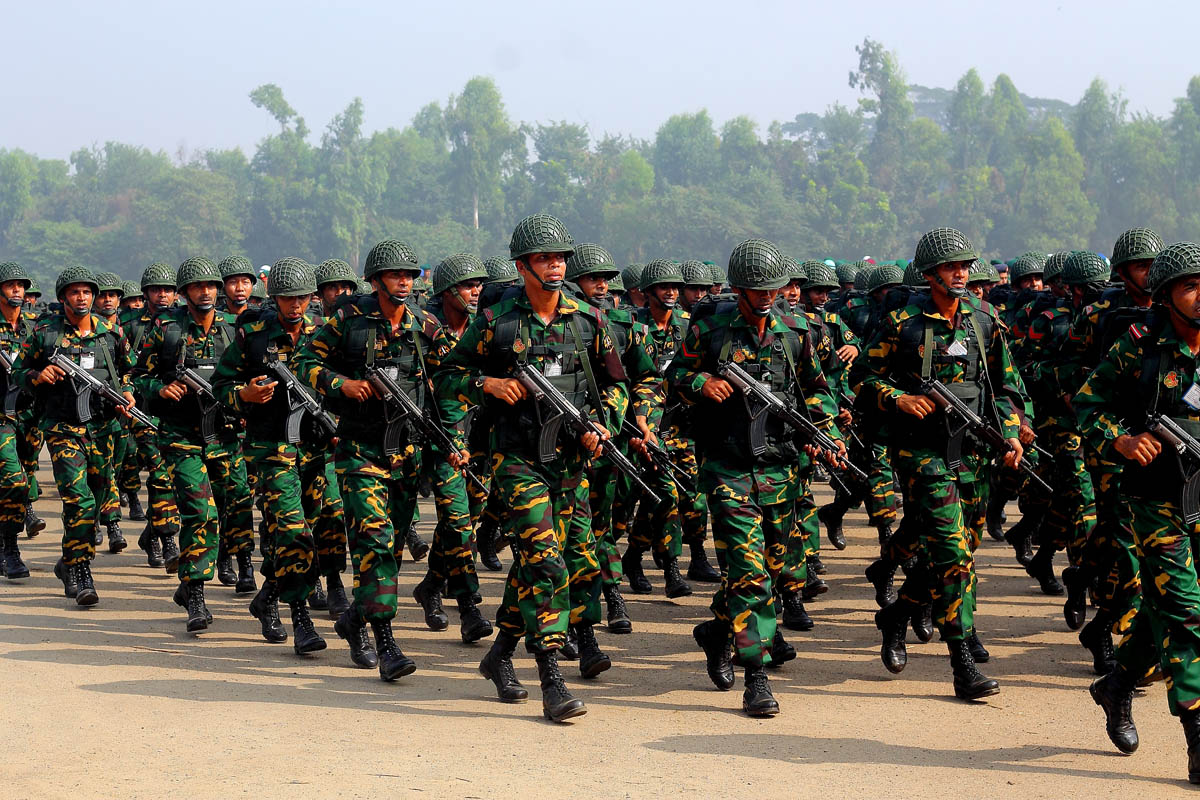
Парад військ (2011)

Збройні сили країни комплектуються на професійній основі. Сухопутні війська Бангладеш у 2002 році налічували 101 000 військовиків (у 1990 році — 90 000). Складаються з 7 дивізій (які, своєю чергою, мають у своєму складі 16 піхотних, 1 бронетанкову, 3 артилерійських і 1 інженерну бригаду). Крім того, є 3 окремих бронетанкових полки. Озброєння здебільшого імпортне — в основному китайського виробництва. Близько 160 танків, близько 60 одиниць легкої бронетехніки. Особовий склад ВПС — 6500 осіб. У 2001 році було 70 бойових літаків — китайські винищувачі F-7 (22 літаки в двох ескадрильях) і F-6 (16 літаків в одній ескадрильї) і фронтові бомбардувальники А-5 (18 літаків у двох ескадрильях), 8 російських МіГ-29. У складі військово-транспортної авіації 6 літаків Ан-26 і ескадрилья Ан-32 з трьох літаків. Вертольоти військово-транспортної авіації — 15 Мі-17, 11 «Bell-212» і 2 «Bell-206». Є близько 40 навчально-тренувальних літаків, в основному чеські L-39, китайські РТ-6, американські Т-37.
До складу ВМС входить 5 фрегатів (3 колишніх британських фрегата споруджені в 50-х роках, китайський фрегат «Osman» і зовсім новий південнокорейський фрегат «Bongobondhu»), 11 ракетних катерів, 11 торпедних катерів, 20 сторожових кораблів.
Країна також має в своєму розпорядженні воєнізовані частини загальною чисельністю більше 50 000 осіб (десятитисячна прикордонна охорона, 30-сячний корпус «Бангладеські стрільці» в підпорядкуванні МВС, 5-тисячні сили воєнізованої поліції, 200 чоловік берегової охорони).

## Адміністративний поділ країни
Бангладеш розділена на адміністративні одиниці, регіони (бібхаґ), назва кожного з яких відповідає назві його столиці (адміністративного центру). За часів незалежності з 1971 до 2015 року кількість регіонів виросла з 4 до 8. У 2015 році запропоновано виділити ще 2 регіону: Фарідпур і Комілла.
|                     |                     |                     |                     |                     |                     |            |            |                    |                    |                       |                       |                       |                       |                       |                       |  |  |  |  |  |  |  |  |  |  |  |  |  |  |
|                     |                     |                     |                     | центральна влада    |                     |            |            |                    |                    |                       |                       |                       |                       |                       |                       |  |  |  |  |  |  |  |  |  |  |  |  |  |  |
|                     |                     |                     |                     |                     |                     |            |            |                    |                    |                       |                       |                       |                       |                       |                       |  |  |  |  |  |  |  |  |  |  |  |  |  |  |
|                     |                     |                     |                     | 8 регіонів          |                     |            |            |                    |                    |                       |                       |                       |                       |                       |                       |  |  |  |  |  |  |  |  |  |  |  |  |  |  |
|                     |                     |                     |                     |                     |                     |            |            |                    |                    |                       |                       |                       |                       |                       |                       |  |  |  |  |  |  |  |  |  |  |  |  |  |  |
|                     |                     |                     |                     | 64 округа (зіли)    |                     |            |            |                    |                    |                       |                       |                       |                       |                       |                       |  |  |  |  |  |  |  |  |  |  |  |  |  |  |
|                     |                     |                     |                     |                     |                     |            |            |                    |                    |                       |                       |                       |                       |                       |                       |  |  |  |  |  |  |  |  |  |  |  |  |  |  |
|                     |                     |                     |                     |                     |                     |            |            |                    |                    |                       |                       |                       |                       |                       |                       |  |  |  |  |  |  |  |  |  |  |  |  |  |  |
|                     |                     | 489 упазіл          | 489 упазіл          | 489 упазіл          | 489 упазіл          | 489 упазіл | 489 упазіл |                    |                    | 11 міських корпорацій | 11 міських корпорацій | 11 міських корпорацій | 11 міських корпорацій | 11 міських корпорацій | 11 міських корпорацій |  |  |  |  |  |  |  |  |  |  |  |  |  |  |
|                     |                     | 489 упазіл          | 489 упазіл          | 489 упазіл          | 489 упазіл          | 489 упазіл | 489 упазіл |                    |                    | 11 міських корпорацій | 11 міських корпорацій | 11 міських корпорацій | 11 міських корпорацій | 11 міських корпорацій | 11 міських корпорацій |  |  |  |  |  |  |  |  |  |  |  |  |  |  |
|                     |                     |                     |                     |                     |                     |            |            |                    |                    |                       |                       |                       |                       |                       |                       |  |  |  |  |  |  |  |  |  |  |  |  |  |  |
| 4,550 сільських рад | 4,550 сільських рад | 4,550 сільських рад | 4,550 сільських рад | 4,550 сільських рад | 4,550 сільських рад |            |            | 323 муніципалітета | 323 муніципалітета | 323 муніципалітета    | 323 муніципалітета    | 323 муніципалітета    | 323 муніципалітета    |                       |                       |  |  |  |  |  |  |  |  |  |  |  |  |  |  |
| 4,550 сільських рад | 4,550 сільських рад | 4,550 сільських рад | 4,550 сільських рад | 4,550 сільських рад | 4,550 сільських рад |            |            | 323 муніципалітета | 323 муніципалітета | 323 муніципалітета    | 323 муніципалітета    | 323 муніципалітета    | 323 муніципалітета    |                       |                       |  |  |  |  |  |  |  |  |  |  |  |  |  |  |

| Регіон     | Розташування    |
| ---------- | --------------- |
| Дака       | Центр           |
| Читтагонг  | Південний схід  |
| Барісал    | Південь         |
| Кхулна     | Південний захід |
| Раджшахі   | Захід           |
| Рангпур    | Північний захід |
| Міменсінгх | Північ          |
| Сілхет     | Північний схід  |

Регіони Бангладеш

Регіони поділяються на 64 округи (зіла). Округи Бангладеш у свою чергу поділяються на упазіли та тхани (адміністративно еквівалентні один одному). У кожній упазілі існує поліцейська дільниця, за винятком тих, що рзміщені в міських районах. Усі упазіли діляться на спільноти або громади, кожна з яких складається з кількох селищ. У межах Даки поліцейські дільниці прикріплені за округами, які надалі поділяються на райони, маґалли.
Посадові особи регіонів обираються населенням, тоді як в округах та упазілах адміністрації складаються тільки з урядових посадовців. Прямі вибори також проводяться для кожної спільноти чи сільського об'єднання, на них обирають голову і членів правління. З 1997 року, парламент Бангладеш утвердив акт, за яким у кожній громаді зарезервовано три місця (з дванадцяти) для жінок-кандидатів.
Дака є столицею і найбільшим містом країни. Її англійську назву «Dacca» замінили на «Dhaka» в 1983 році щоб краще передавати вимову на бенгалі. Економічно найважливіші агломерації із центрами в адміністративних центрах регіонів об'єднані у так звані «міські корпорації», що є різновидністью муніципальної корпорації. Міська корпорація Даки була розділена на дві — північну і південну — у 2011 році. Мери міських корпорацій, голови муніципалітетів і сільських рад обираються їх мешканцями одночасно терміном на п'ять років.

## Економіка

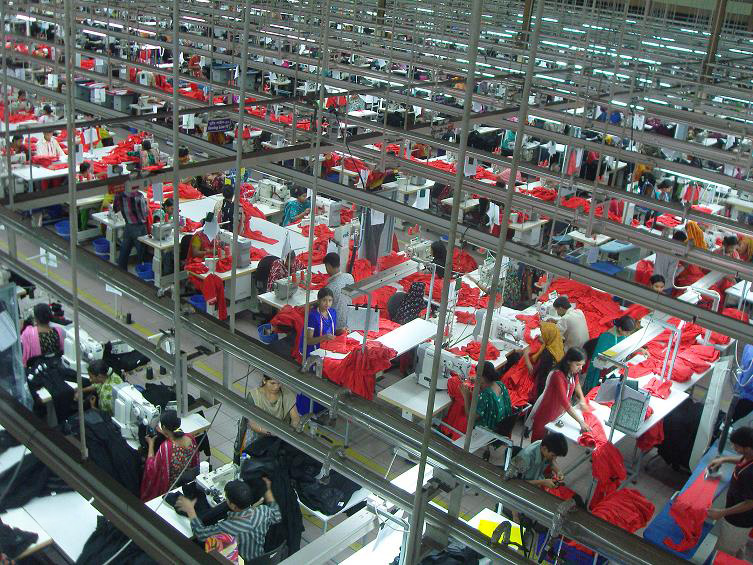
Бангладеська швейна фабрика

Світовий банк підготував системний аналіз бангладеської економіки в жовтні 2015 року. ВВП на душу населення виріс з $100 в 1972 до $1314 в 2015 році. Прогрес стався завдяки зменшуванню частки фермерської праці в сільській місцевості, урбанізації та новим робочим місцям для бідних у промисловості. 8 млн заробітчан переказали додому 14 млрд доларів у 2014 році, що становить 8 % ВВП. Головними напрямками економічного розвитку країни в 2016—2020 роках мають бути ріст електропостачання та розвиток транспортної інфраструктури.

##### Залізничний транспорт
- Довжина залізниці: 2622 км
- Широка колія (1,676 м): 946 км
- Вузька колія (1,000 м): 1676 км

##### Автомобільні шляхи
- Загальна довжина: 239 226 км
- Асфальтовані шляхи: 22 726 км
- Шляхи без асфальту: 216 500 км

## Населення
У 1700—2011 роках населення на території сучасної Бангладеш збільшилось з 12,3 млн до майже 150 млн. Бангладеш належить до числа найбільш густонаселених країн світу (середній показник густоти населення — 1015 особи на 1 км²). Найбільша густоти в областях Дака і Читтагонг. У приміських зонах Даки цей показник перевищує 8000 людей на 1 км². Найменша густота населення в горах (в зілах Бандарбан і Рангаматі): 86—97 осіб на 1 км² у 2011 році.

### Етнічний склад
Найбільша етнічна група в Бангладеш — бенгальці, що складають майже 98 % населення, інші в основному біхарці (мігранти з індійської території) та частина корінних жителів на заході країни. Крім того, є ще тринадцять племінних груп, що мешкають здебільшого в районі Читтаґонґ, а найчисленнішими там є племена чакма. Через це регіон був джерелом міжетнічної напруженості з моменту заснування Бангладеш. Найбільші племінні групи, що живуть поза Читтаґонґ, — сантали і гаро. У Бангладеш проживають ще племена кябартта, мейтей, мунди, ораони і зомі.

### Мови

Бангладеш відокремилася від Західного Пакистану в результаті збройної боротьби бенгальців за статус бенгальської мови. Офіційна мова — бенгальська (бенгалі), у сфері обслуговування і в держустановах розмовляють англійською. Бенгальська є фонетичною мовою, її орфографія в більшості випадків повністю відповідає вимові. Саме фонетичний є одним із методів вводу бенгалі на клавіатурі комп'ютерів і мобільних телефонів. Кількість мовців — понад 215 млн. Окрім Бангладеш, бенгалі — одна з 23 офіційних мов Індії.
У Бангладеш мешкають близько 2 млн корінних жителів, які розмовляють на майже 40 мовах.

### Релігія
Державна релігія — іслам, його сповідають 88,3 % віруючих; індуїзм — 10,5 %, 0,6 % — буддизм, 0,3 % — християнство, 0,3 % — інші релігії і традиційні племінні культи та вірування.
Основна релігія, що практикується в Бангладеш — Іслам (89,7 %) але є доволі значна меншість, що дотримується індуїзму (9,2 %). Зі всіх 96 % мусульман сунітського віросповідання найбільше, і лише близько 3 % є шиїтами. Етнічні біхарці, саме переважно і є шиїтами-мусульманами. Інші релігійні групи це — буддисти (0,7 %, в основному Тхеравада), християни (0,3 %, в основному це є римо-католики), і анімісти (0,1 %). Бангладеш займає четверте місце після Індонезії, Пакистану та Індії за кількістю мусульман, це більше ніж 130 мільйонів. Іслам є державною релігією в Бангладеш, але й інші релігії, можуть сповідуватися громадянами країни. Організація Об'єднаних Націй визнала країну, головним чином, як помірно-мусульманську демократичну країну.

## Культура
Докладніше: Культура Бангладеш

### Спорт

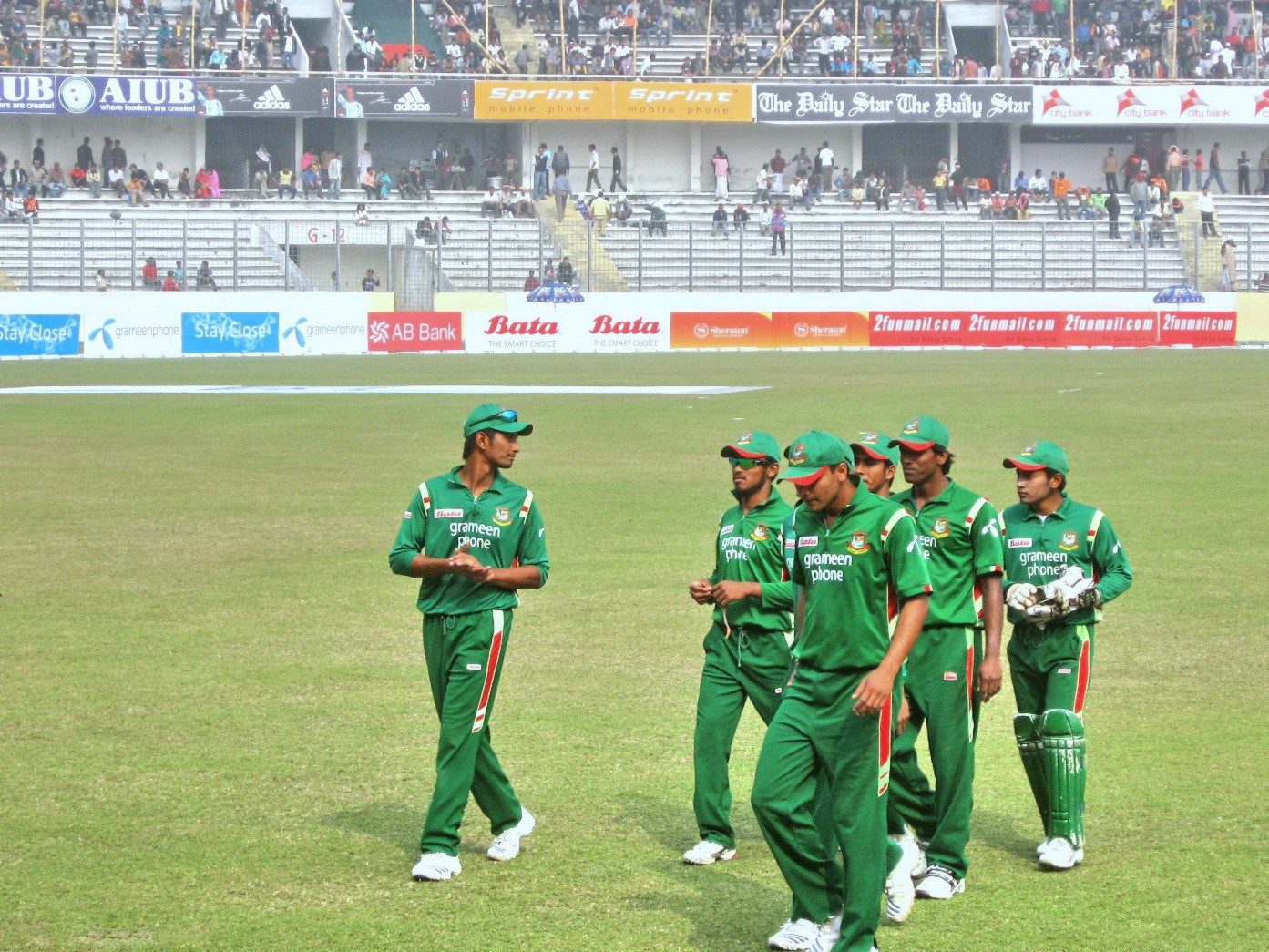
Національна команда Бангладеш з крикету

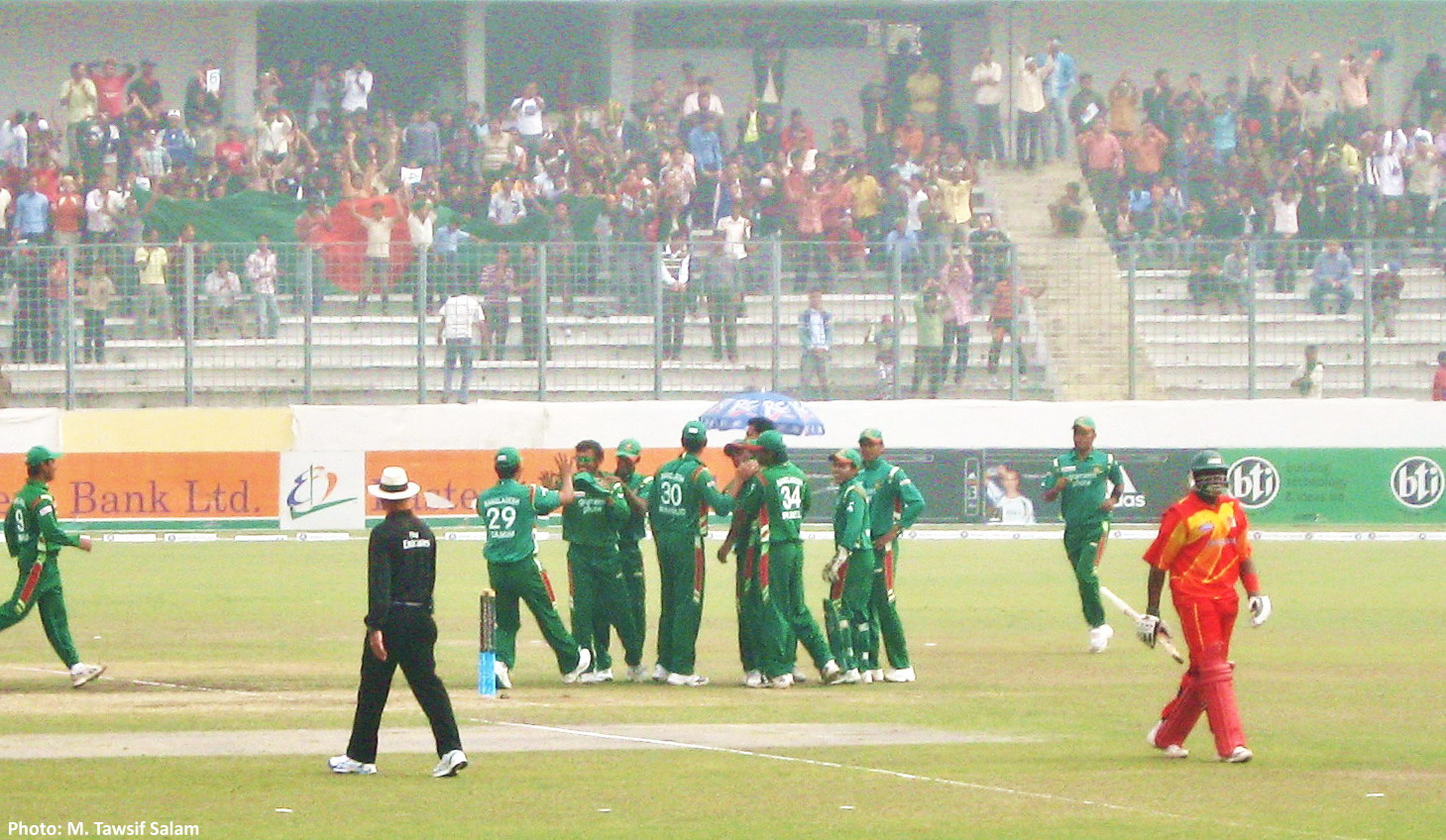
Ось такою була знакова перемога крикету Бангладеш

Хоча Каббаді (Kabbadi) є національною спортивною грою в Бангладеш, але футбол і крикет теж користуються популярністю. А особливо крикет, який є найпопулярнішим видом спорту в країні, а футбол з початку XXI століття набирає ще більшого розмаху.
Національна команда з крикету виграла трофей МТП в 1997 році проти збірної Кенії, що потім дозволило їм взяти участь в 1999 році в розиграші Кубка світу з крикету. У своєму першому чемпіонаті світу, національна команда Бангладеш пеоремогла знані крикетні команди з Пакистану та Шотландії в першому турі. У 2000 році крикетній збірній Бангладеш був наданий статус «випробування» (Test cricket) в крикеті надана змога зіграти інші випробувальні ігри в турнірі Націй. У подальший час національна збірна Бангладеш перемагала ведучі крикетні команди з Австралії, Нової Зеландії, Шрі-Ланки, Пакистану та Вест-Індії і що найважливіше команда з Бангладеш перемогла національну команду з крикету Індії і Південно-Африканську національну команду з крикету у 2007 в Кубок світу з Крикету. Вони також обіграли національну команду з крикету Вест-Індії у 2007 році в МТП світ Twenty20.

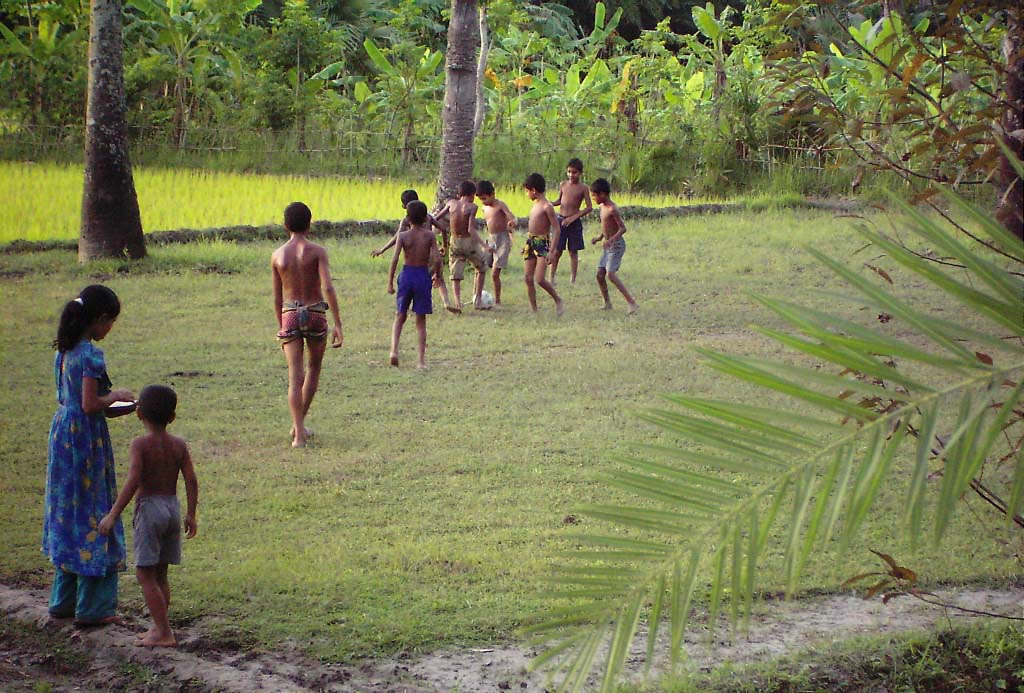
Ось таким колись був і футболом

Футбол культивувався в Бангладеш ще в XIX столітті, коли він був завезений англійськими колоністами до Бенгалії. І надалі він набув значної популярності. Й так, як в індійській Бенгалії, так і в Бангладеш він набагато популярніший за прямого конкурента в Азії — хокею на траві. Національна команда Бангладеш з футболу підпорядкована Федерації футболу Бангладеш у цей час[коли?] займає 174-ту позицію у рейтингу ФІФА. Ця збірна Бангладеш стала в 2003 році в Південно-Азійській федерації футболу (САФФ-SAFF) — чемпіоном, а до складу цієї федерації входять всі федерацій у Південній Азії та з інших країн Азії.
До інших популярних видів спорту відносяться: хокей на траві, теніс, бадмінтон, гандбол, волейбол, шахи, карамболь, боротьба, важка атлетика, сквош, більярд, снукер та ще деякі індивідуальні види спорту. Контроль за спортивним рухом у Бангладеш здійснює Національна Спортивна Рада Бангладеш і регулюється двадцять дев'ятьма різними спортивними федераціями. У 2011 році Бангладеш буде приймати МТП Кубок світу з Крикету спільно з Індією та Шрі-Ланці.
Традиційні, національні види спорту в Бангладеш все ще практикуються в основному в сільських районах. Усі вони не однаково улюблені в теперішній час через надмірне захоплення глобально-світовими видами гри. Гадуду (Hadudu) — також відома як Каббаді є єдиною міжнародно-визнаною з традиційних видів спорту в Бангладеш (змагання проводяться на Азійських Іграх). А от Дарьабандга (dariabandha), Ґоллахут (gollachut), Сатхара (satchara), Борофпані (borofpani), Бірінхі (Birinchi), Куткут (kutkut), Канамахі (kanamachi), Тілло (tillo), Солоґуті (Sologuti), Бах-чаґол (Bagh-chagol) і інші національні ігри все ще популярні в приміських та сільських районах.

### Національна кухня

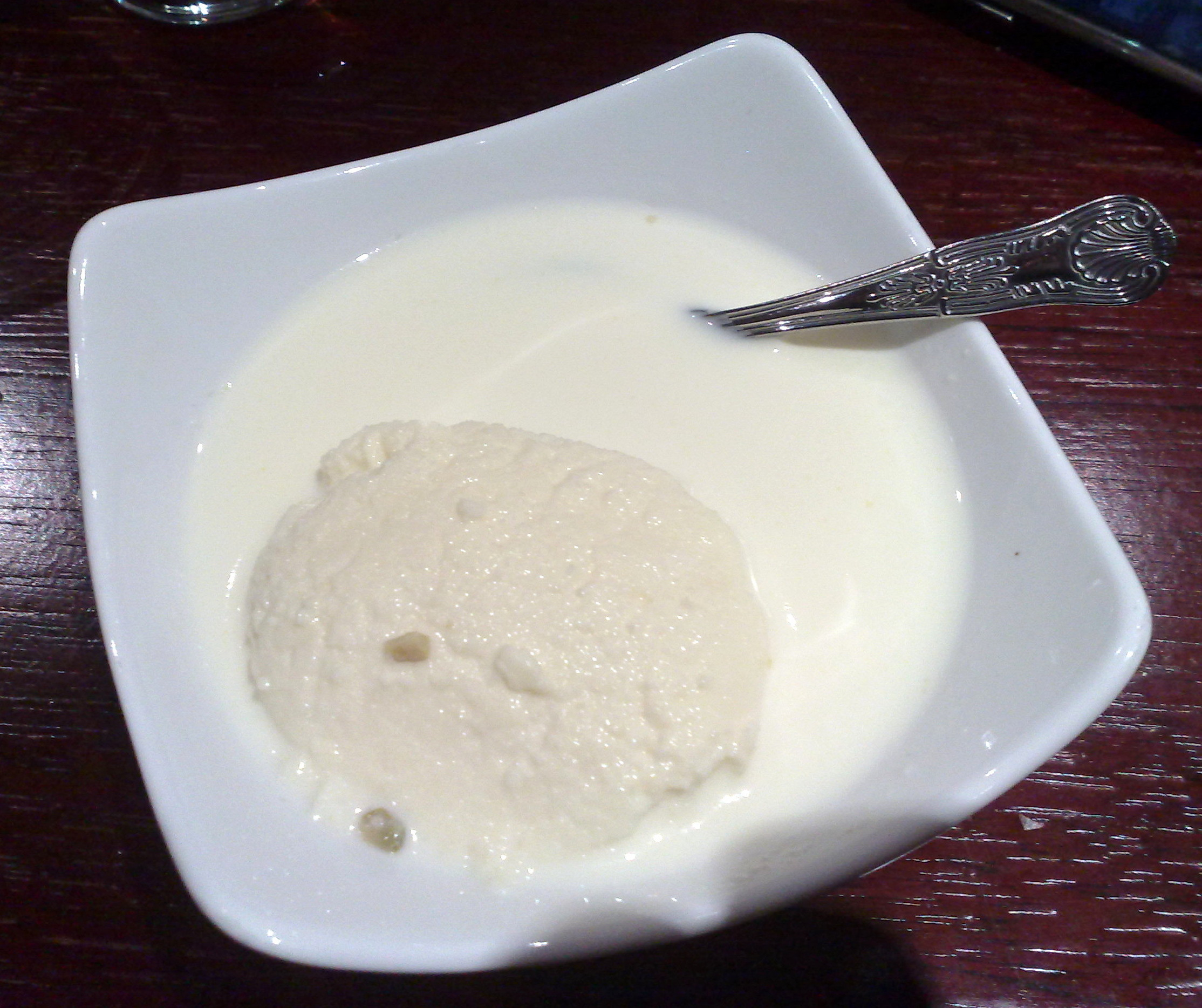
Rasmalai

Кулінарні традиції в Бангладеш склалися під впливом Північно-Східної Індійської кухні, але має і свої унікальні риси. Рис і риба традиційно використовуються в більшості страв. Бір'яні — улюблена страва в Бангладеш, у яку входять яйця бірір'яні, баранина бірір'яні тощо. Кухня Бангладеш відома завдяки своїми яскравими (але іноді вогняними смаками). У Бангладеш роблять відмінні солодощі з молочних продуктів, як-от Rôshogolla, Rasmalai, Rôshomalai, чомчом та kalojam.